# Penzin
Penzin település Németországban, Mecklenburg-Elő-Pomeránia tartományban, az Amt Bützow-Landhoz tartozik. Lakosainak száma 134 fő (2023. december 31.).

## Története
Penzin az írott forrásokban elsőként 1318-ban tűnik fel egy dokumentumban.

## Népesség
A település népességének változása:
| Lakosok száma | 148  | 134  | 130  | 131  | 138  | 134  |
|               | 2014 | 2017 | 2019 | 2021 | 2022 | 2023 |